# Hrabstwo Williamsburg
Hrabstwo Williamsburg – hrabstwo w stanie Karolina Południowa w USA. W 2010 roku populacja wynosiła 34 423. Centrum administracyjnym hrabstwa jest Kingstree.

## Miasta
- Andrews
- Greeleyville
- Hemingway
- Kingstree
- Lane
- Stuckey